# Zbigniew Kiełmiński
Zbigniew Kazimierz Kiełmiński (ur. 16 października 1944, zm. 17 kwietnia 2020) – polski politolog, nauczyciel akademicki, profesor Uniwersytetu Warszawskiego, dziekan Wydziału Dziennikarstwa i Nauk Politycznych UW w latach 1987–1993.

## Życiorys

### Edukacja
Syn Kazimierza. W 1967 został absolwentem Wydziału Prawa Uniwersytetu Warszawskiego, w 1974 został doktorem nauk politycznych (promotorem jego rozprawy doktorskiej był doc. Kazimierz Gościniak), a w 1984 doktorem habilitowanym nauk politycznych.

### Praca naukowa i zawodowa
Od 1967 był pracownikiem naukowym Instytutu Nauk Politycznych UW. Od 1986 był prodziekanem, a następnie od 1987 do 1993 dziekanem Wydziału Dziennikarstwa i Nauk Politycznych Uniwersytetu Warszawskiego. Od 2004 do 2013 był kierownikiem Zakładu Systemów Politycznych oraz od 2005 do 2008 kierownikiem Studium Doktoranckiego WDiNP UW. 
Był nauczycielem akademickim Prywatnej Wyższej Szkoły Nauk Społecznych, Komputerowych i Medycznych w Warszawie.
Należał do Polskiej Zjednoczonej Partii Robotniczej. Według zachowanych dokumentów Służby Bezpieczeństwa miał zostać pozyskany do współpracy 21 lipca 1978 roku przez Wydział II Departamentu I MSW jako kontakt operacyjny ps. „Agur”, nr rej. 12487, w związku z wyjazdem na staż naukowy do Indiana University w Bloomington. Zachowało się zobowiązanie do współpracy z wywiadem PRL z 21 lipca 1978 roku (AIPN, 02015/44; AIPN, 01591/142).

## Publikacje
- Współczesny parlamentaryzm burżuazyjny (1977)
- Koalicje rządzące w systemie parlamentarnym (1984)
- Parlament w demokracjach zachodnich (1992, wraz z T. Mołdawą pod ich redakcją)
- Kongres Stanów Zjednoczonych Ameryki (1994)
- Władza lokalna w Stanach Zjednoczonych (1994)[3]
- Instytucje prawa konstytucyjnego w perspektywie politologicznej (2013, wraz z J. Szymankiem pod ich redakcją)[9]